# 額田人足
額田 人足（ぬかた の ひとたり、生没年不詳）は、奈良時代の貴族。姓は首。河内郡擬大領・額田八国の子。官位は従五位下・河内守。

## 経歴
文武朝の大宝3年（703年）9月に波多広足が遣新羅大使に任命された際、人足も使節に任命されたか。同年10月には波多広足とともに、衾1領・衣1襲を与えられ、また新羅王への献上物として錦2匹・絁40匹が授けられている。翌慶雲元年（704年）8月に広足と人足らは新羅より帰国した。
元明朝の和銅5年（712年）従五位下に叙爵した。また、時期は不明ながら河内守を務めたともされる。

## 官歴
注記のないものは『続日本紀』による。
- 大宝3年（703年） 9月22日：遣新羅使?
- 時期不詳：正六位上。式部少丞[3]
- 和銅5年（712年） 正月19日：従五位下
- 時期不詳：河内守[3]

## 系譜
- 父：額田八国[3]
- 母：不詳
- 生母不詳の子女
  - 男子：額田千足[3]
  - 男子：額田島足[3]